# Ministério da Previdência Social
| Ministério da Previdência Social |                                                              |
| Esplanada dos Ministérios, Bloco F - Brasília www.gov.br/previdencia                                                                                      |                                                              |
| Criação | 1 de maio de 1974 (51 anos) 1 de janeiro de 2023 (recriação) |
| Extinção | 2 de outubro de 2015                                         |
| Atual ministro | Wolney Queiroz                                               |
| Orçamento | R$ 1,04 trilhão (2025)                                       |
| A lei n° 6.036, de 1 de maio de 1974, criou o Ministério da Previdência e Assistência Social, desmembrado do Ministério do Trabalho e Previdência Social. |                                                              |

Ministério da Previdência Social (MPS), no Brasil, é a instituição governamental responsável pela administração e manutenção da seguridade social no país, assegurando os direitos ao seguro social para a pessoa que contribui, direitos estes que, no Brasil, são garantidos  pelo artigo 6.º da Constituição de 1988.
É uma instituição pública que tem como objetivo reconhecer e conceder direitos aos seus segurados. A renda transferida pela previdência social é utilizada para substituir a renda do trabalhador contribuinte, quando este perde a capacidade de trabalho, seja por doença, invalidez, idade avançada, morte e desemprego involuntário, ou mesmo a maternidade e a reclusão. A pasta foi fundida com o Trabalho e Emprego na reforma ministerial de outubro de 2015, formando o Ministério do Trabalho e Previdência Social (MTPS). Em janeiro de 2023, a pasta foi recriada pelo governo Lula.
Ministério da Previdência Social faz parte do quadro de associados a Conferência Interamericana de Seguridade Social é uma organização internacional técnica e especializada, que tem como objetivo promover o desenvolvimento da proteção e segurança social na América.